# Пухой
Пухой (рум. Puhoi, Пугой) — село в Яловенском районе Молдавии. Относится к сёлам, не образующим коммуну.

## География
Село расположено на высоте 111 метров над уровнем моря.

## Население
По данным переписи населения 2004 года, в селе Пухой проживает 5542 человека (2711 мужчина, 2831 женщина).
Этнический состав села:
| Национальность | Число жителей | Процентный состав |
| -------------- | ------------- | ----------------- |
| молдаване      | 5423          | 97.85             |
| румыны         | 70            | 1.26              |
| украинцы       | 16            | 0.29              |
| русские        | 11            | 0.2               |
| цыгане         | 9             | 0.16              |
| гагаузы        | 7             | 0.13              |
| поляки         | 1             | 0.02              |
| болгары        | 1             | 0.02              |
| прочие         | 4             | 0.07              |
| Всего          | 5542          | 100%              |